# بخش لودلو (شهرستان واشینگتن، اوهایو)
بخش لودلو (به انگلیسی: Ludlow Township) یک منطقهٔ مسکونی در ایالات متحده آمریکا است که در شهرستان واشینگتن، اوهایو واقع شده‌است.
 بخش لودلو ۵۸٫۲ کیلومتر مربع مساحت و ۳۳۰ نفر جمعیت دارد و ۱۹۵ متر بالاتر از سطح دریا واقع شده‌است.